# Baldwin (condado de Nassau)
Baldwin es un lugar designado por el censo (o aldea) ubicado en el condado de Nassau en el estado estadounidense de Nueva York. En el año 2000 tenía una población de 23.455 habitantes y una densidad poblacional de 3,069.8 personas por km².

## Demografía
Según la Oficina del Censo en 2000 los ingresos medios por hogar en la localidad eran de $71,456, y los ingresos medios por familia eran $78,400. Los hombres tenían unos ingresos medios de $51,069 frente a los $40,496 para las mujeres. La renta per cápita para la localidad era de $28,114. Alrededor del 5.4% de la población estaban por debajo del umbral de pobreza.